# 百间楼

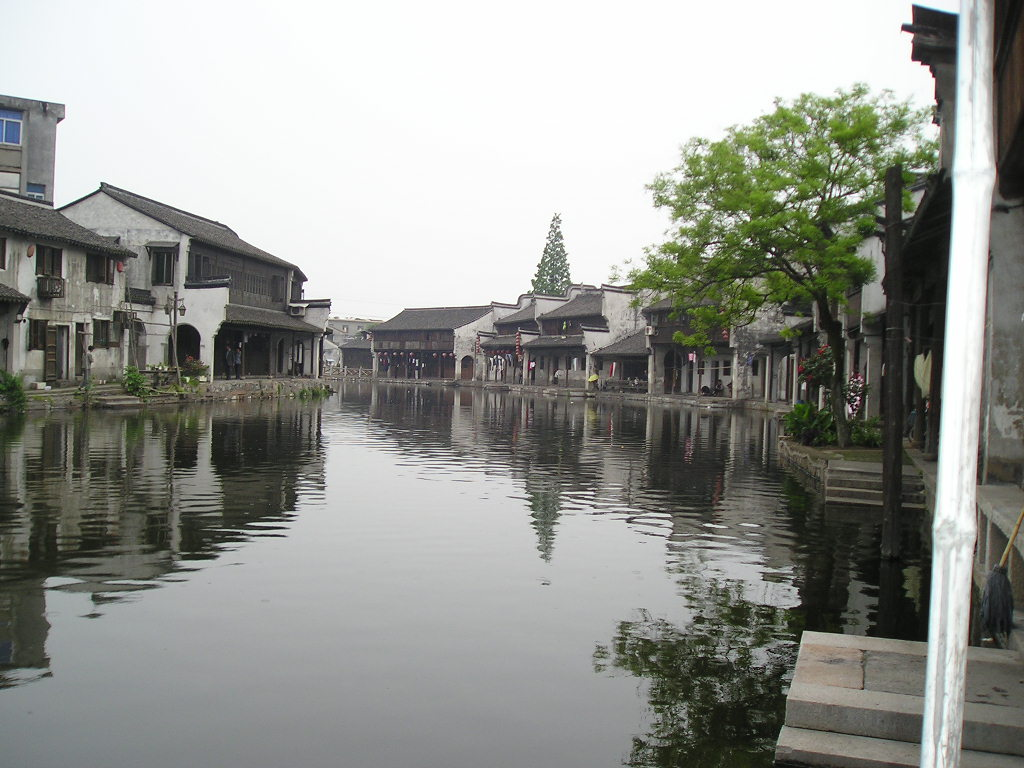
百间楼

百间楼是浙江省湖州市南浔镇东北部百间楼港（又称百间楼河）东西两岸的两条传统风貌保存较完整的古街—百间楼河东和百间楼河西，民国年间称为百间楼屋，南起东吊桥接东大街，北至栅桩桥接宝善路，全长约400米。百间楼沿街门牌约180余间，河东有97个门牌，河西有84个门牌。这里是一片安静的住宅区。
百间楼相传是由于明代礼部尚书董份在百间楼港东西两岸建造，始建时约有楼房百间左右，因而得名。
百间楼的古民居的特色是沿河建有连续的廊檐，各楼之间又筑起一道道高耸的封火山墙，封火山墙下部设有一道道拱形的过街卷洞口，形成富有节奏感的重叠。其中最完整的一段是河东的莲花桥到长桥。河西岸在1940年代曾遭日本飞机轰炸破坏，修整后风貌有所改动。 